# Nate Freese
Nathan A. Freese (18 agosto 1990) è un giocatore di football americano statunitense che gioca nel ruolo di placekicker nella National Football League (NFL). Fu scelto nel corso del settimo giro (229º assoluto) del Draft NFL 2014. All'università ha giocato a football al Boston College

## Carriera professionistica

### Detroit Lions
Freese fu scelto nel corso del settimo giro del Draft 2014 dai Detroit Lions. Dopo avere battuto l'altro rookie Giorgio Tavecchio per il posto di kicker titolare, debuttò come professionista nella vittoria della settimana 1 contro i New York Giants in cui trasformò due field goal su tre tentativi. Fu svincolato il 22 settembre 2014 dopo avere sbagliato il suo quarto field goal nelle prime tre settimane.

## Statistiche
| Partite totali       | 3  |
| Field goal tentati   | 7  |
| Field goal segnati   | 3  |
| Field goal più lungo | 30 |

Statistiche aggiornate alla stagione 2014